# Cándido García
Cándido Carlos García (Buenos Aires, 2 de diciembre de 1895 - 22 de abril de 1971, ib.) fue un futbolista argentino que se desempeñó como centrocampista.
Es recordado por haber marcado el primer gol oficial en la historia del superclásico de fútbol Argentino, que se disputa actualmente entre River Plate y Boca Juniors. Fue un 24 de agosto de 1913 en la cancha de Racing cuando Cándido a los 27 minutos abrió el marcador, más tarde su compañero Ameal estiró la diferencia a los 46 minutos. Mayer descontó a los 76 para Boca. De esta manera, River se quedó con la victoria en el primer superclásico de la historia por 2-1.
Entre 1913 y 1927, el centre half ofensivo disputó un total de 364 partidos.

## Clubes
| Club        | País      | Año         |
| ----------- | --------- | ----------- |
| River Plate | Argentina | 1913 - 1927 |

## Palmarés
| Título                  | Club        | País      | Año  |
| ----------------------- | ----------- | --------- | ---- |
| Copa de Competencia     | River Plate | Argentina | 1914 |
| Cup Tie Competition     | River Plate | Argentina | 1914 |
| Primera División (AAmf) | River Plate | Argentina | 1920 |